# Myrcia glabra
Myrcia glabra  es una especie de planta fanerógama en la familia Myrtaceae. 

## Distribución y hábitat
Es endémica de Brasil en la Mata Atlántica.

## Taxonomía
Myrcia glabra fue descrita por (O.Berg) D.Legrand y publicado en Sellowia 13: 298. 1961.
Sinonimia
- Aulomyrcia glabra O.Berg	basónimo
- Myrcia citrifolia D.Legrand[3]